# Goenawan Mohamad
Goenawan Mohamad, né le 29 juillet 1941 à Batang, est un poète, dramaturge, journaliste et éditeur indonésien.

## Biographie
Il est le fondateur et rédacteur en chef du magazine indonésien Tempo. Mohamad est un critique virulent du gouvernement indonésien et son magazine est périodiquement fermé en raison de ses critiques.
Il remporte des prix pour son travail journalistique, notamment le Prix international de la liberté de la presse en 1998, le Prix international de l'éditeur de l'année en 1999 et le Prix Dan David en 2006. Mohamad est l'un des fondateurs de la Fondation Lontar et est membre des conseils consultatifs du groupe des droits de l'homme Article 19 et de l'Institut pour l'analyse politique des conflits.
Il est ancien élève du Collège d'Europe, y étudiant de 1966 à 1967,.